# Discours sur l'état de l'Union (États-Unis)
Pour les articles homonymes, voir Discours sur l'état de l'Union.

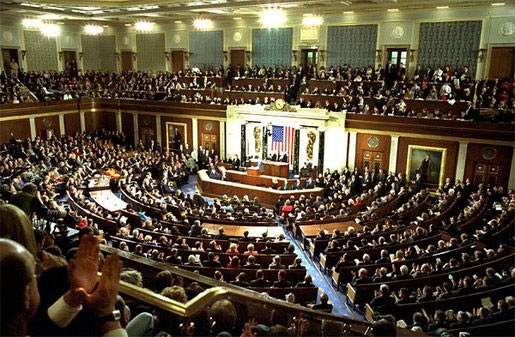
George W. Bush donnant son deuxième discours sur l'état de l'Union en 2002.

Le discours sur l'état de l'Union (en anglais, State of the Union address) est un événement annuel aux États-Unis au cours duquel le président présente son programme pour l'année en cours devant la branche législative du gouvernement fédéral. Le discours est prononcé à Washington, D.C. au Capitole des États-Unis, où les deux chambres — la Chambre des représentants et le Sénat — sont réunies en Congrès.
Le discours le plus récent a lieu le 4 mars 2025. Comme chaque année, il est diffusé en direct à la télévision et à la radio.

## Histoire
George Washington donne le premier discours sur l'état de l'Union le 8 janvier 1790 dans la ville de New York, capitale fédérale à l'époque. En 1801, Thomas Jefferson interrompt cette pratique qu'il juge trop monarchique, trop similaire selon lui au discours du Trône, et renonce à prononcer le discours lui-même. Woodrow Wilson rétablit cette pratique en 1913.

## Le discours
Ce discours constitue pour le président une occasion annuelle unique de s'adresser directement au Congrès. En dehors de ce cas, la permission explicite du Congrès est requise pour que le président soit autorisé à y pénétrer.
L'auditoire est composé de membres de la société civile, des représentants et sénateurs (sauf boycotts), des principaux généraux de l'armée et des juges de la Cour suprême pour ceux qui le souhaitent.
Le Sergeant at Arms annonce cérémonieusement l'entrée du président en clamant, « Mr/Madam Speaker, the President of the United States! » (« Monsieur/ou Madame le Speaker, le Président des États-Unis ! »).
Traditionnellement, le discours du président présente le bilan du gouvernement pour l'année précédente, et présente ses projets pour l'année à venir.
Pendant tout le discours, le niveau de préparation COGCON instauré en 2007 passe à trois. Un membre du cabinet présidentiel reste à un endroit tenu secret dans l'éventualité où le Capitole serait détruit d'une quelconque manière, causant la mort du président, de son cabinet, et de tous les membres des deux chambres. Dans ce cas, ce membre ainsi épargné serait d'office nommé président par intérim des États-Unis à titre de survivant désigné.

## Déclaration de politique générale
Ce discours est le moment pour le pouvoir exécutif de développer le cadre général de sa politique. Certaines formules ayant fait date furent lancées lors des discours sur l'état de l'Union.
- Développement : 20 janvier 1949, le président Harry Truman
- Pauvreté : 8 janvier 1964, le président Lyndon B. Johnson déclare la guerre contre la pauvreté
- Axe du Mal : 29 janvier 2002, le président George W. Bush
- 2010 : le président Barack Obama appelle à réformer la finance mondiale, à la suite de la crise financière de 2008, et enjoint aux démocrates et républicains de voter une loi afin de contrecarrer l'arrêt de la Cour suprême, Citizens United v. Federal Election Commission, du 21 janvier 2010, qui étend les possibilités de financement électoral par les entreprises (nationales et étrangères).

## Report
En janvier 1986, en raison de l'explosion de la navette spatiale Challenger, le discours de l'état de l'Union que devait prononcer Ronald Reagan a été repoussé d'une semaine,.